# Villarrapa
Villarrapa es un barrio rural de Zaragoza, situado en la zona noroeste de la ciudad.
Está encajonado entre Pinseque, Marlofa y La Joyosa.
Está regido por una Junta Vecinal.

## Reseña
Su actividad tradicional fue la agricultura. Está junto a la carretera de Logroño N-232 (A-68).
Las calles urbanizadas son la Avenida de Zaragoza, la Calle las Escuelas y la Calle Mayor. Las casas alcanzan hasta tres alturas.
En 2015 tenía una población de 188 habitantes de los que el 16,5 % eran extranjeros.
La capilla en honor a san Pedro fue recientemente reformada. En la década de 1960 sirvió como escuela.
Dispone de un manantial que va a la «Fuente de los Tres Caños».
Las fiestas en honor a san Pedro tienen lugar los días 27, 28 y 29 de junio.